# Екстазът на света Тереза
„Екстазът на света Тереза“ (на италиански: Estasi di santa Teresa d'Avila) е олтарна група в капела „Корнаро“ в римската църква „Санта Мария дела Виториа“.
Скулптурата е създадена през 1645-1652 г. от Джовани Лоренцо Бернини по поръчка на венецианския кардинал Федерико Корнаро. Скулптурата е във височина 3,5 м.

## Описание
Скулптурата е посветена на Тереза Авилска, испанска монахиня и католическа светица, живяла през 16 век. В едно от писмата си света Тереза разказва, как веднъж насън „ѝ се явил ангел в плътски образ“ и я пронизал със златна стрела с огнен наконечник, от което тя изпитала „сладостна мъка“. Бернини въплътил това нейно мистично видение в мрамор.
Скулптурата е направена от бял карарски мрамор. Разположена е в олтарната ниша между колони от цветен мрамор, на фона на позлатени бронзови лъчи, които символизират божествената светлина.